# Bo Nilsson den yngre (Dag och Natt)
Bo Nilsson den yngre , död före 1437, var en häradshövding i Vaksala härad. Hans far Nils Bosson (Natt och Dag) var riddare och riksråd i Sverige.

## Biografi
Bo Nilsson (Dag och Natt) var son till riddaren och riksrådet Nils Bosson (Natt och Dag) och Ingeborg Ragvaldsdotter (Vinstorpaätten). Han blev 1434 häradshövding i Vaksala härad. Nilsson avled före 1437.

### Familj
Bo Nilsson gifte sig 8 februari 1424 i Linköping med Margareta Lydekadotter Stralendorp (levde 1452), dotter till Lydeka Stralendorp och Ingeborg Magnusdotter till Venngarn. De fick tillsammans riddaren och hövitsmannen Bo Bosson (död 1452) på Kalmar slott. Efter Bo Nilssons död gifte Margareta Lydekadotter om sig med riksföreståndaren och riddaren Bengt Jönsson (Oxenstierna).